# Amir Wagih
Amir Wagih, né le 21 août 1967 au Caire, est un joueur de squash professionnel représentant l'Égypte.
En novembre 1997, il est classé 16e mondial au classement mondial PSA, son meilleur classement.
Avec Amr Shabana, Ahmed Barada et Omar El Borolossy, il est champion du monde par équipes en 1999 au Caire, premier titre majeur de l'Égypte .

## Biographie
Après sa carrière de joueur, il devient entraîneur et de 2002 à 2006, il est entraîneur de l'équipe du Koweït. De 2006 à 2013, il est entraîneur national des équipes nationales égyptiennes hommes, femmes et juniors. Avec l'équipe masculine, il est champion du monde par équipes en 2009 et 2011.

## Palmarès

### Titres
- Open de Hongrie : 1994
- Heliopolis Open : 1994
- Championnats du monde par équipes : 1999